# Pleidae
Dwergbootsmannetjes (Pleidae) vormen een kleine familie van wantsen, die behoort tot de orde halfvleugeligen (Hemiptera). Ze lijken sterk op bootsmannetjes (Notonectidae) maar zijn meer verwant aan Helotrephidae, een andere familie van kleine 
waterwantsen (Nepomorpha). Er komen ongeveer 40 soorten voor over de hele wereld in 4 geslachten: Heteroplea, Neoplea, Paraplea en Plea. 

In Europa komt slechts 1 vertegenwoordiger uit deze familie voor, Plea minutissima de andere soorten zijn voornamelijk in de tropen te vinden. 

## Uiterlijk
Dwergbootsmannetjes worden niet groter dan 3 mm en hebben meestal een lichtgele kleur. Ze beschikken net als gewone bootsmannetjes over relatief grote ogen maar zijn veel kleiner en hebben een gedrongen lichaamsvorm en een bolle rug. Ze hebben geen tot zwempoten ontwikkelde achterpoten zoals gewone bootsmannetjes maar kunnen er, omdat ze zo klein zijn, toch prima snel mee zwemmen. Sommige soorten hebben volledig ontwikkelde vleugels maar geen van hen zijn echt goede vliegers.

## Manier van leven
De diertjes leven in kleine groepen in bij voorkeur stilstaand water en zwemmen net als bootsmannetjes op hun rug. Ze bewaren hun luchtvoorraad tussen haartjes op hun buikzijde en moeten dus af en toe naar de oppervlakte om deze voorraad aan te vullen. Het voedsel bestaat uit kleine insecten en muggenlarven die ze vangen tussen de onderwatervegetatie. Zowel de mannetjes als vrouwtjes kunnen striduleren en gebruiken dit als een vorm van communicatie.  